# Sarcophage de Stilicon
Le Sarcophage de Stilicon est un sarcophage paléochrétien en marbre de Carrare utilisé depuis le premier millénaire comme base de la chaire de la basilique Saint-Ambroise de Milan, en Italie. Il semble avoir été réalisé entre 387 et 390, soit deux décennies avant la mort du général homonyme Stilicon, et n'a sans doute jamais abrité son corps.

## Histoire
Sculpté dans un marbre provenant de carrières des environs de Côme, le sarcophage semble dater stylistiquement d'environ 390 et du règne de Théodose Ier,. Les rythmes de sa composition apparaissent réguliers, équilibrés. La décoration montre une vision frontale de Jésus de Nazareth et de ses apôtres sur la face avant. Sous une scène de Jésus enseignant à ses apôtres, douze brebis sont représentées.
Les panneaux réalisés en haut-relief illustrent des scènes du Nouveau et de l'Ancien Testament, dont une Traditio Legis où le Christ transmet la Loi à Pierre, le Christ siégeant parmi les apôtres et le sacrifice d'Isaac.
Le sarcophage a probablement été fabriqué à Rome ou à Mediolanum (Milan). Le coût de la sculpture a été estimé entre 50 000 et 100 000 deniers de l'ère dioclétienne.
Il en existe une réplique en plâtre au musée de la Civilisation romaine de Rome.

## Galerie

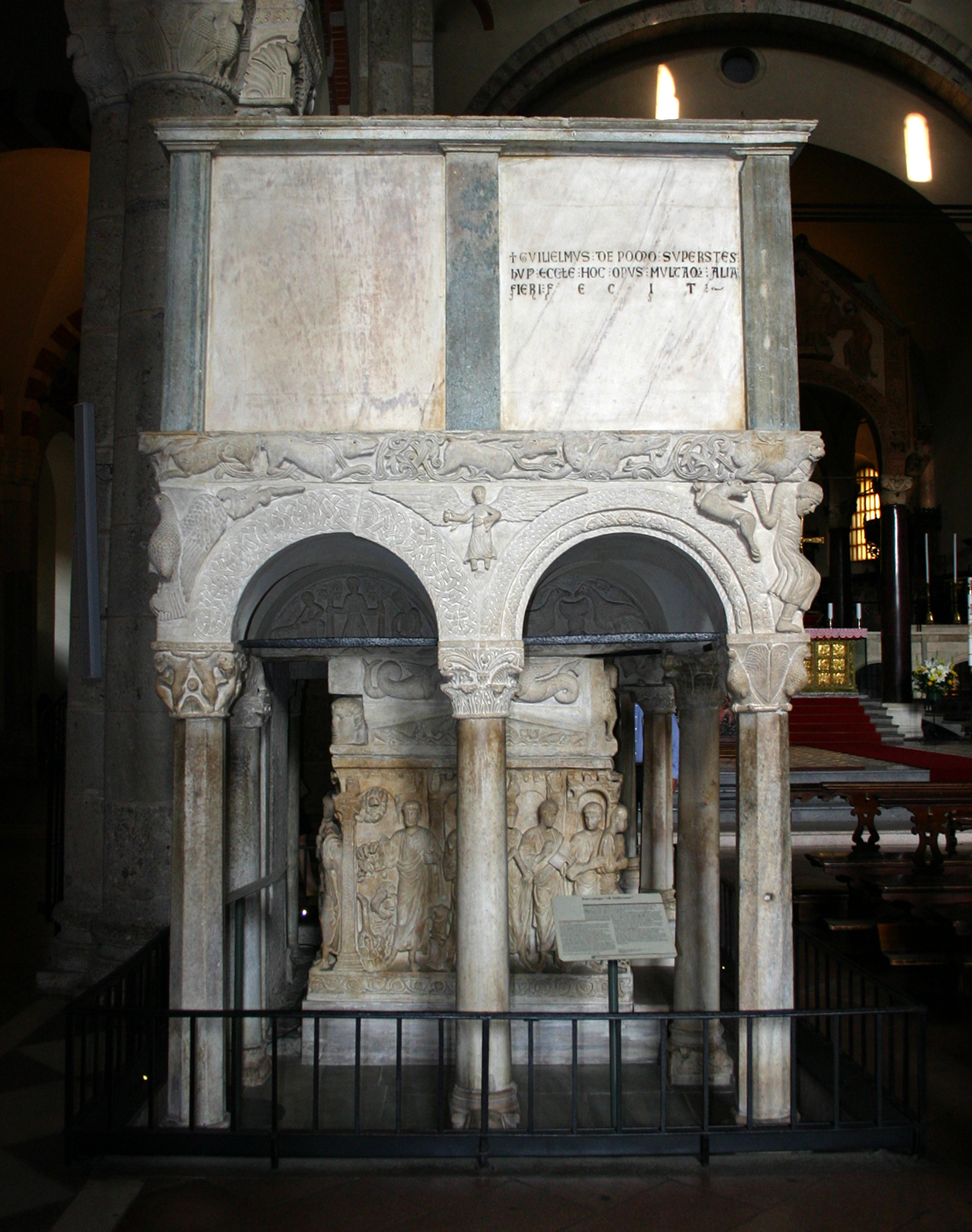
Vue d'ensemble de l'ambon et du sarcophage, photo Giovanni Dall'Orto.
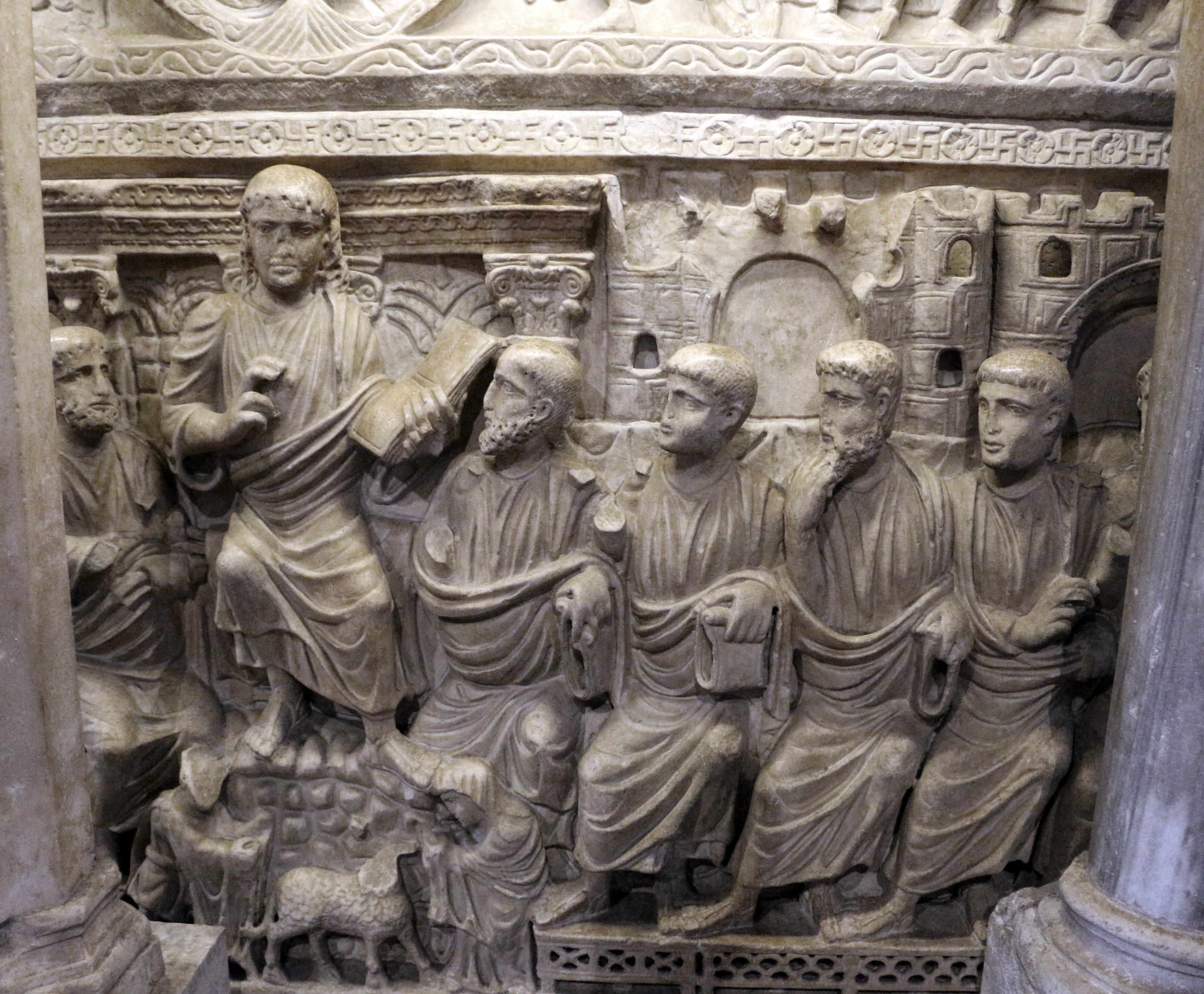
Jésus parmi les apôtres.
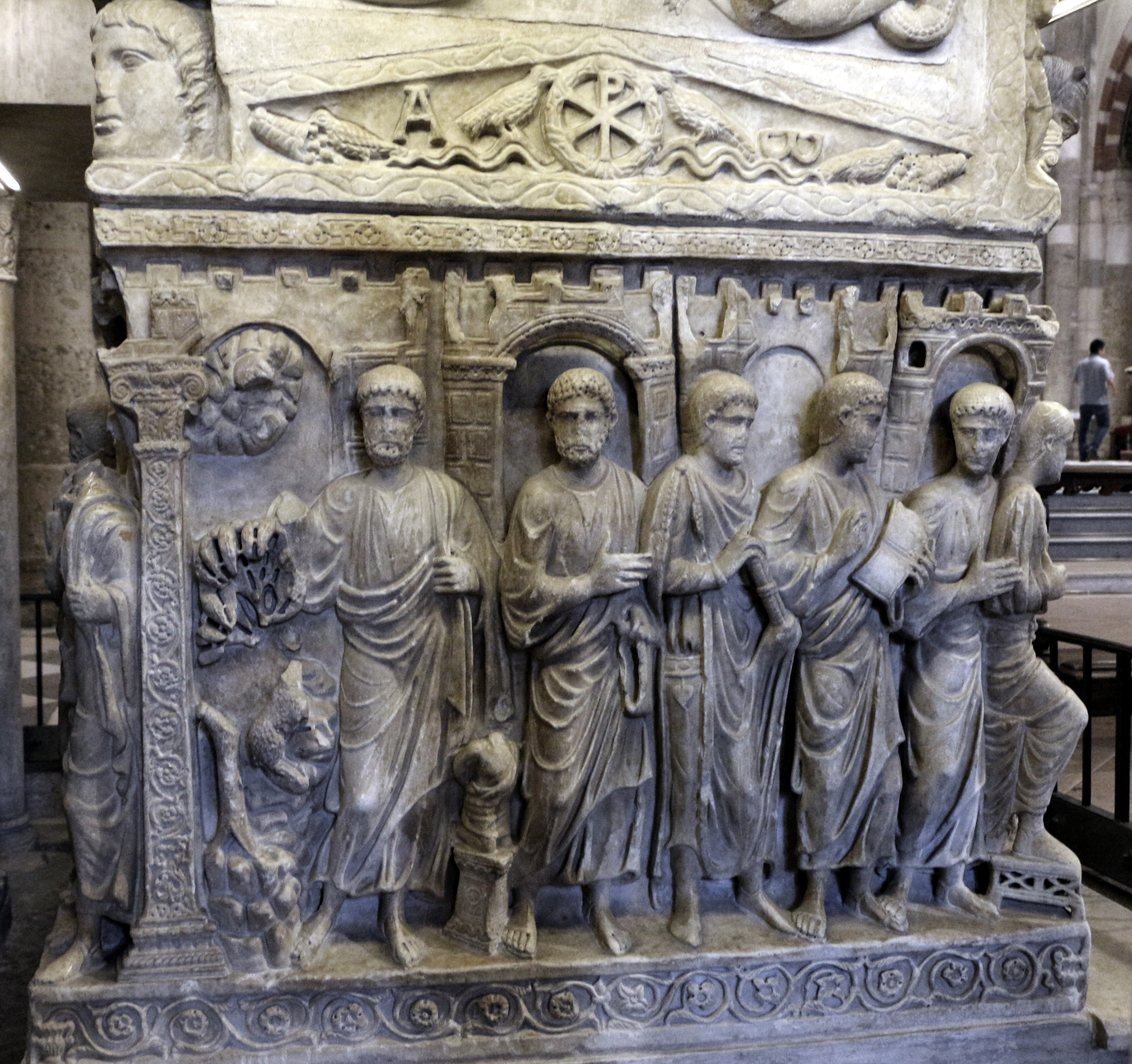
Côté du sarcophage.
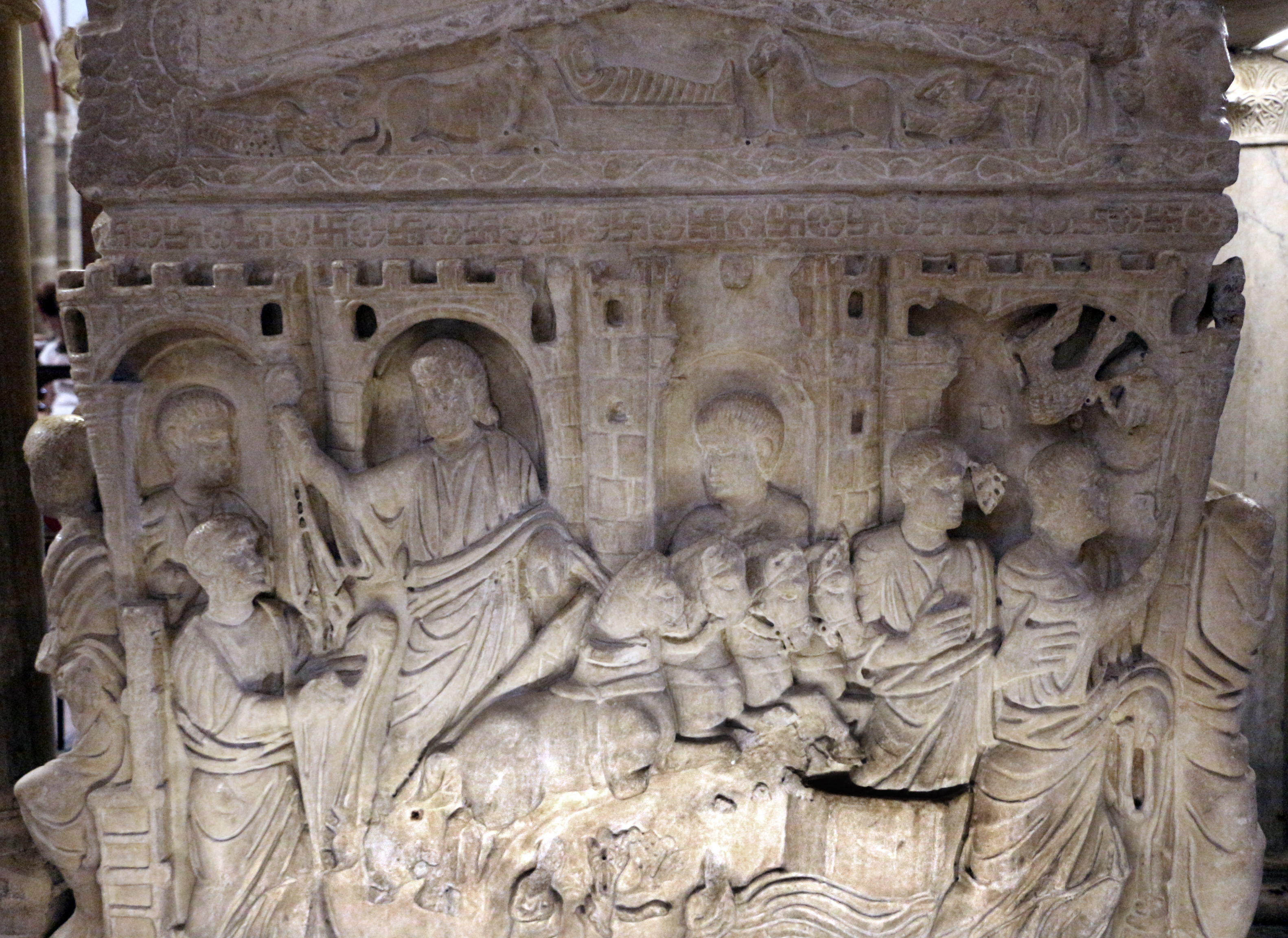
Élie emporté au ciel sur un char de feu transmet son manteau (son héritage spirituel) à Élisée[7].
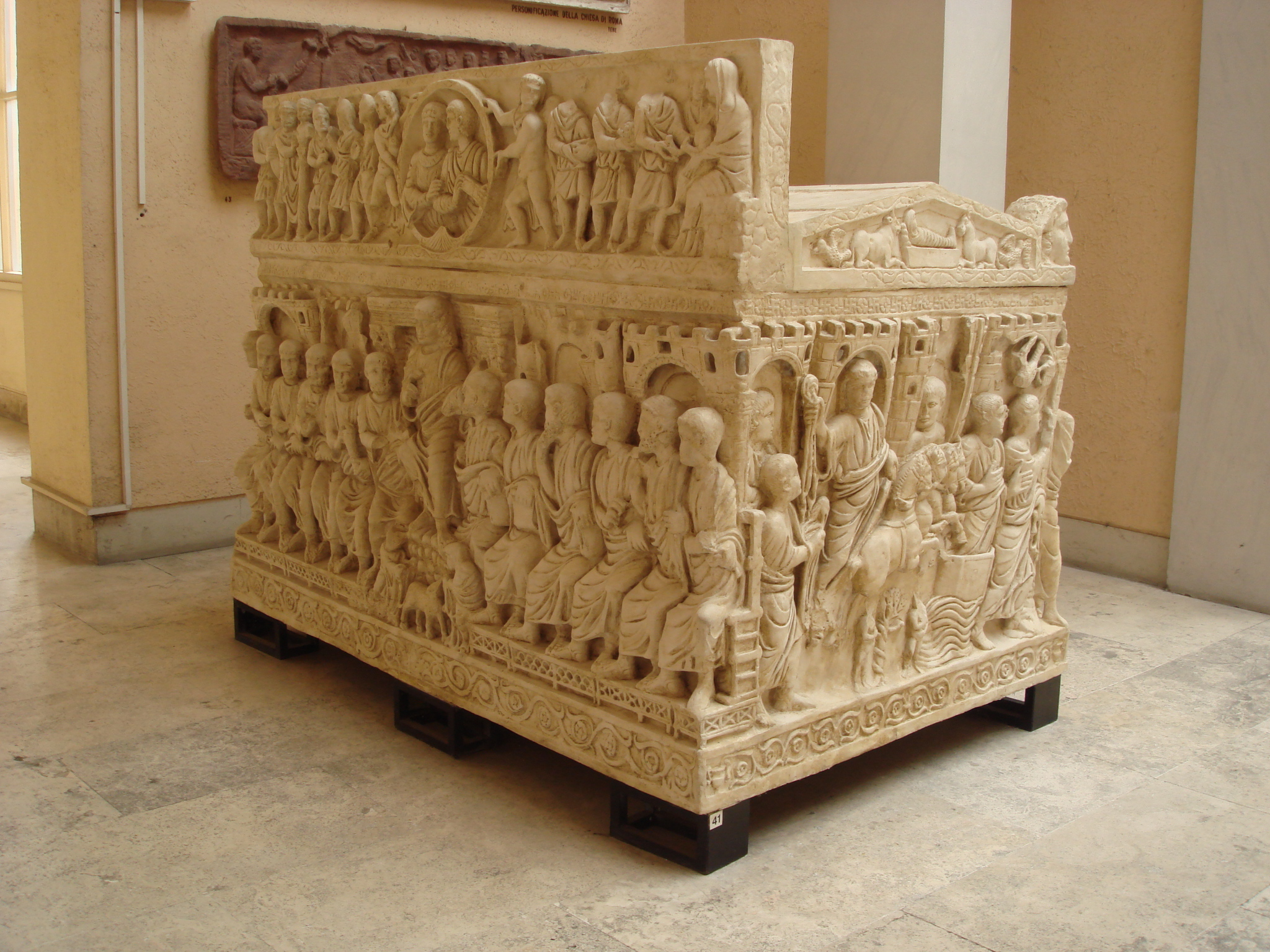
Moulage du sarcophage, musée de la Civilisation romaine, Rome.